# Pete Sampras
Pete Sampras (født 12. august 1971 i Washington D.C., USA) er en amerikansk tidligere tennisspiller, der indstillede karrieren efter sin 14. Grand Slam-titel i efteråret 2002.
Af de i alt 14 vundne Grand Slam-titler, så er de syv vundet i Wimbledon (1993-1995, 1997-2000), og han betragtes af mange som verdens bedste tennisspiller nogensinde, idet han er iblandt dem, der har ligget flest uger som nr. 1 i verden. Sampras fik dog aldrig vundet French Open (der spilles på grus), men nåede semifinalen i 1996. 
Sampras sluttede året som nr. 1 i verden seks år i træk (1993-1998) og blev kun væltet af tronen pga. en skade i 1999 (Andre Agassi sluttede som nr. 1 i 1999). Ved verdensmesterskabet i november 1999 fik Sampras dog revanche og besejrede Agassi klart i finalen. Det var således Sampras' femte VM-titel.

## Grand Slam-titler
- Australian Open (1994 og 1997)
- Wimbledon (1993-1995, 1997-2000)
- US Open (1990, 1993, 1995, 1996, 2002)